# Andriy Yermolenko

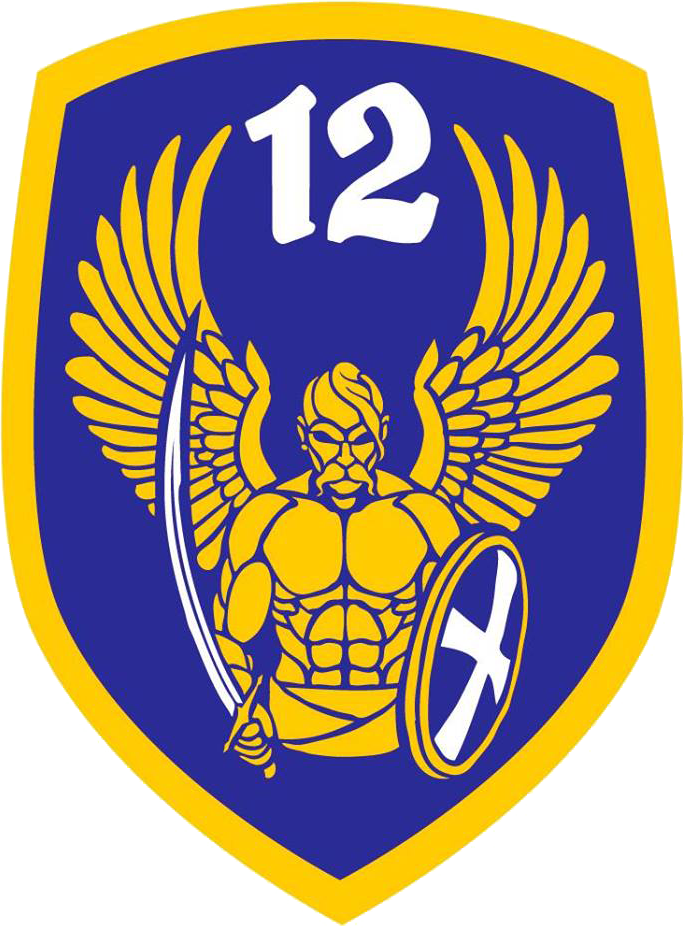
Sello no oficial del 12.º Batallón de Defensa Territorial, creado por él

Andriy Ivánovich Yermolenko (en ucraniano: Андрій Іванович Єрмоленко; nacido el 24 de enero de 1974) es un artista, diseñador e ilustrador ucraniano, director artístico de La Semana Ucraniana. Es conocido en Ucrania por crear "Colores Unidos de Ucrania", logotipos no oficiales para las ciudades más grandes del país y los sellos de cientos de soldados de Euromaidán y la ATO.

## Infancia y educación
Andriy Yermolenko nació el 24 de enero de 1974 y creció en Kiev en una familia de científicos. Comenzó a dibujar a los tres años, creando su primera obra de arte —un perro con patas en forma de salchicha— y comenzó a pintar con más seriedad a los cinco años. Desde temprana edad, admiró a Tarás Shevchenko y se inspiró profundamente en las historias de su abuela sobre Néstor Majnó, a quien había conocido personalmente. Yermolenko completó su educación secundaria en 1991 en la escuela No. 200 en Kiev y más tarde obtuvo una licenciatura en química de la Universidad Nacional Taras Shevchenko de Kiev.

## Carrera
Tras graduarse de la universidad, Yermolenko trabajó inicialmente en su campo de estudio, la química. Posteriormente describió la enseñanza como una de las profesiones más interesantes del mundo y disfrutó de su tiempo en ella. Sin embargo, finalmente abandonó la profesión debido a sus bajos ingresos. A medida que su pasión por el dibujo empezó a generar más ingresos, pasó de ser un hobby a una carrera a tiempo completo. De 2000 a 2004, fue diseñador jefe en Lucky.net, seguido de los puestos de diseñador jefe en la revista Chas.ua de 2004 a 2006 y en la revista Profil de 2006 a 2007. Desde 2007, Yermolenko ha sido director de arte en la revista La Semana Ucraniana.
Junto con Olexa Mann e Ivan Semesyuk, Yermolenko se hizo conocido como miembro de un grupo de jóvenes pintores provocadores de la galería no oficial Bakteria. Utilizando lemas anarquistas y humor crudo, alcanzaron reconocimiento en 2013 por sus retratos sarcásticos y sin adornos de la vida urbana marginada en Ucrania. Participaron activamente en las protestas de Maidán de 2014, cuyo espíritu prefiguraba su obra. En el lugar de las protestas de la calle Jreshchátyk, Yermolenko colaboró en la creación de Mystetsky Barbakan, una galería temporal y centro cultural. Construido con madera contrachapada y palés, sirvió como un importante centro para la juventud creativa de la revolución, albergando festivales, discursos y exposiciones.
En 2014, se publicó un libro sobre el héroe ucraniano Iván Sila, apodado "Crotón", para adultos y adolescentes. La portada, que presenta al protagonista Iván Firtsak, fue diseñada por Yermolenko, mostrando su distintivo estilo artístico. Ese mismo año, Yermolenko despertó gran interés en el Centro de Arte Contemporáneo M17 con sus audaces diseños de carteles para el Primer Concurso Internacional de Carteles Patrióticos Ucranianos. Sus obras, que incluían imágenes provocativas como un dios blandiendo un cóctel molotov y un cosaco armado con un sable, reflejaban su convicción de que los carteles no debían simplemente responder a los titulares, sino inspirar la reflexión y la acción.
El 23 de febrero de 2023, Yermolenko prestó su experiencia artística a la exposición "9 Años de Resistencia" en Kiev, centrada en la ocupación de Crimea y la persistente lucha de Ucrania contra la agresión rusa. Continuando con su compromiso de usar el arte como forma de resistencia, el 28 de abril de 2025 pintó un mural sobre las ruinas de una escuela destruida por un misil en Zarichne. Esta obra, creada como parte del proyecto Murales de la Resistencia, simbolizó poderosamente la resistencia de Ucrania y su inquebrantable lucha por la libertad.

## Posturas políticas

### Rusia y la Copa Mundial de la FIFA 2018
En 2018, Yermolenko obtuvo reconocimiento internacional por su controvertida campaña de carteles contra la organización de la Copa Mundial de la FIFA en Rusia. Creó una serie de carteles que combinaban imágenes de fútbol con referencias explícitas a la agresión militar rusa, incluyendo el derribo del vuelo MH17, la anexión de Crimea y el conflicto en Siria. Sus carteles, ampliamente compartidos bajo el hashtag #BoycottWorldCup2018, buscaban concienciar al público angloparlante y europeo, así como a los ciudadanos ucranianos. Yermolenko, afirmando que "no podía permanecer en silencio", explicó que su objetivo era desafiar la idea de que los eventos deportivos internacionales debían ignorar las acciones políticas del país anfitrión. A pesar de los intentos fallidos de prohibir las transmisiones del Mundial, su iniciativa contó con el apoyo de funcionarios y activistas ucranianos, quienes ayudaron a difundir el mensaje e incluso generaron controversia en la Verjovna Rada.

### "No apacigues el mal"
En enero de 2025, Yermolenko se unió a más de 160 figuras públicas para firmar un llamamiento abierto titulado "No apacigues el mal". El llamamiento instaba a los líderes mundiales a rechazar cualquier forma de apaciguamiento hacia Rusia, advirtiendo que la guerra de Rusia contra Ucrania formaba parte de una estrategia más amplia para desmantelar el orden global basado en normas. Los firmantes enfatizaron que solo una derrota decisiva del gobierno del presidente Vladímir Putin podría garantizar la paz y la seguridad duraderas para el mundo.

## Reconocimientos
- Orden al Mérito de Ucrania (III grado)
- Premio Nacional Shevchenko (2024)[12]